# V-ATPáza

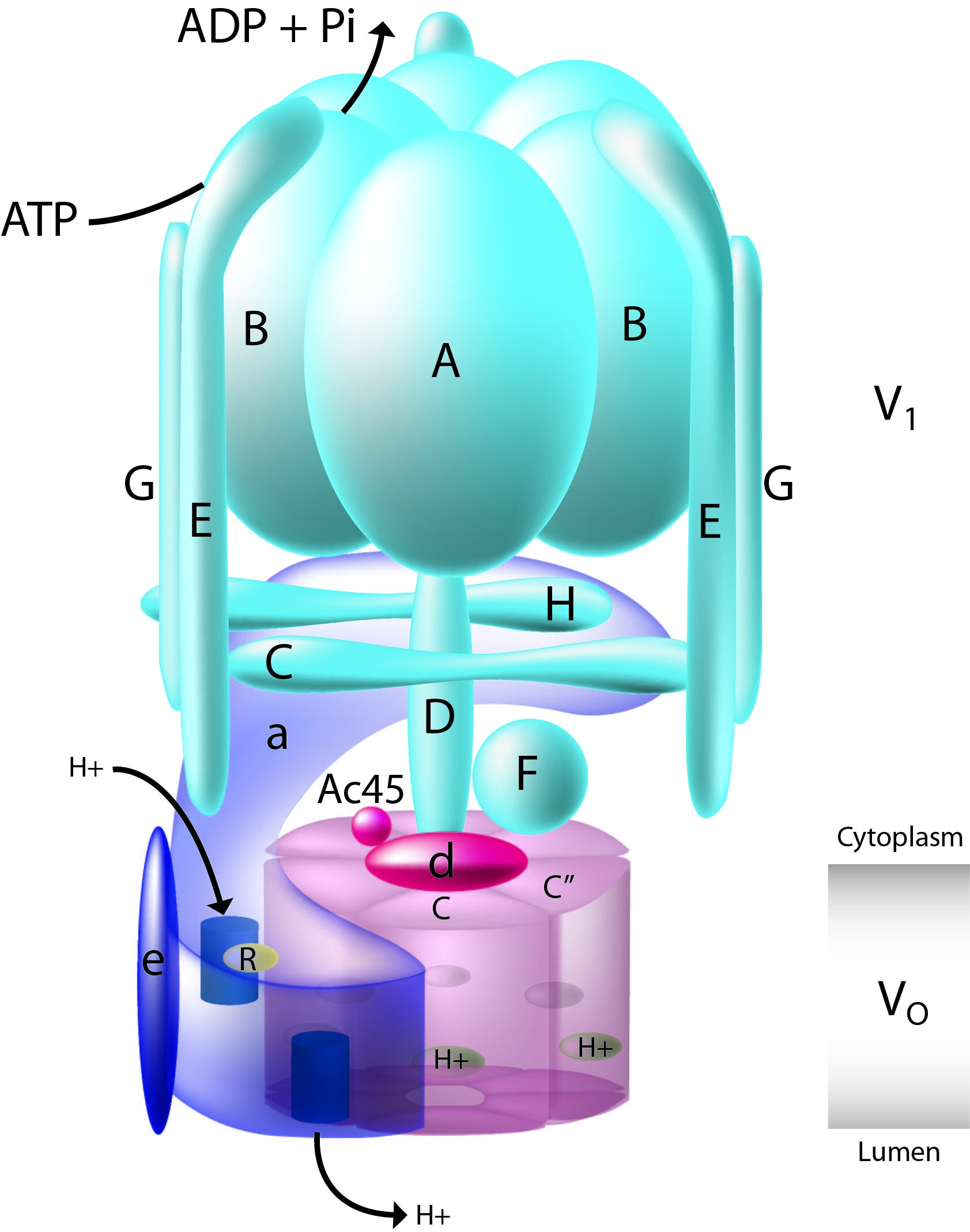
Stavba komplexu V-ATPázy

V-ATPáza (V1-VO ATPáza či též vakuolární H+-ATPáza) je ATPázová pumpa vyskytující se v buňkách všech eukaryotických organismů. Přenáší protony ("vodíkové kationty") přes buněčné membrány dovnitř různých vnitrobuněčných váčků či přes cytoplazmatickou membránu, čímž je okyseluje. Patří mezi protonové pumpy.

## Stavba
V-ATPáza se skládá z asi 14 proteinových podjednotek (některé z nich v několika kopiích), které vytváří sofistikovaný molekulární komplex o velikosti až 1 milion Daltonů. Díky své složitosti, uspořádání podjednotek a způsobu fungování je srovnávána s ATP syntázou, s níž patří do jedné rodiny ATPáz.

## Funkce
V-ATPáza se vyskytuje např. na membráně endozómů, lysozómů či váčků Golgiho aparátu. Okyselení obsahu těchto váčků je zásadní pro správný průběh tzv. váčkového transportu a reguluje takové děje, jako je endocytóza, buněčná signalizace, vyměšování hormonů či uvolňování neuropřenašečů. Např. po receptorem zprostředkované endocytóze V-ATPáza okyselí obsah endozómu, čímž způsobí rozvolnění komplexu ligand-receptor a následnou recyklaci receptoru zpět na membránu. Ke stejnému procesu dochází při doručování lysozomálních enzymů do endozómů pomocí manóza-6-fosfátového receptoru. Přímo v lysozómech je pak kyselé pH vytvářené V-ATPázou důležité pro degradaci proteinů – lysozomální enzymy fungují optimálně právě v kyselém prostředí.
Kromě váčků se vyskytuje také na cytoplazmatické membráně některých buněk, kde je zásadní pro remodelaci kostní tkáně, tvorbu (okyselování) moči v ledvinách či dozrávání spermií.

## Poruchy
V-ATPáza je životně důležitý gen, jehož znefunkčnění vede k úmrtí již během embryonálního vývoje. Částečná dysfunkce V-ATPázy však může přispívat k různým onemocněním, jako je acidóza ledvinových tubulů, některé typy hluchoty či např. osteoporóza.